# Homasterope
Homasterope is een geslacht van kreeftachtigen uit de klasse van de Ostracoda (mosselkreeftjes).

## Soorten
- Homasterope curta (Skogsberg, 1920) Kornicker, 1975
- Homasterope glacialis (Mueller, 1912) Kornicker, 1975
- Homasterope maccaini Kornicker, 1975
- Homasterope micra Kornicker, 1975
- Homasterope trebax Kornicker in Kornicker & Poore, 1996